# الأعمال غير المنجزة: نساء، رجال، أعمال، أسرة
يُعد كتاب «الأعمال غير المُنجزة: نساء، رجال، أعمال، أسرة» هو كتاب غير روائي، تم إصداره في عام 2015، كتبته (آن ماري سلوتر) والتي تشغل حاليًا منصب الرئيس والمدير التنفيذي لمؤسسة (نيو أمريكا). والكتاب مبني بالأساس على مقال لـ (سلوتر) نُشرته بعام 2012، تحت عنوان «لماذا لا تزال المرأة لا تستطيع أن تنشر كل شيء في مجلة (أتلانتيك)؟». والذي يُعتبر على نطاق واسع واحدًا من القطع الأكثر قراءة في تاريخ موقع مجلة (أتلانتيك) الإلكتروني، مع أكثر من 3 ملايين مشاهدة.

## نظرة عامة
تقدم صفحات الكتاب نظرة على التحديات في طريق تحقيق التقدم الوظيفي لنساء الأمهات المحترفات في وجود أطفالهن و« الأعمال غير المُنجزة» للحركة النسائية. وذلك بالاعتماد على تجاربها الشخصية الخاصة كأم ومسؤولة في وزارة الخارجية،  تؤكد (سلوتر) في كتابها إن أهمية تقييم عنصر الرعاية، فتقول: «العمل لرعاية أصدقائنا وعائلتنا وأحبائنا». ويُعد كتاب «الأعمال غير المُنجزة» تفنيدًا وتحدي للحجج الرئيسية التي قدمتها (شيريل ساندبرج) المدير التنفيذي للعمليات لدي فيسبوك في كتابها Lean In.